# Zbigniew Ratajczak
Zbigniew Ratajczak (ur. 14 września 1942 w Rokietnicy, zm. 21 marca 2016) – polski zawodnik, trener, sędzia i działacz zapaśniczy.

## Życiorys
Był zawodnikiem stylu klasycznego reprezentując w latach 1960–1972 barwy KKS Lech Poznań. W latach 1981–1983 był instruktorem w LKS Ogrodnik Poznań, a następnie wieloletnim prezesem WLKS Ogrodnik. Był członkiem Europejskiej Federacji Zapaśniczej CELA w ramach której pełnił funkcję wiceprezydenta CELA ds. marketingu. W latach 1991–2000 piastował funkcję prezesa Polskiego Związku Zapaśniczego zaś następnie Prezesem Honorowym PZZ. Należał do Prezydium Zarządu PKOl. Został pochowany na Cmentarzu Junikowo w Poznaniu (pole 4-4-1-14).

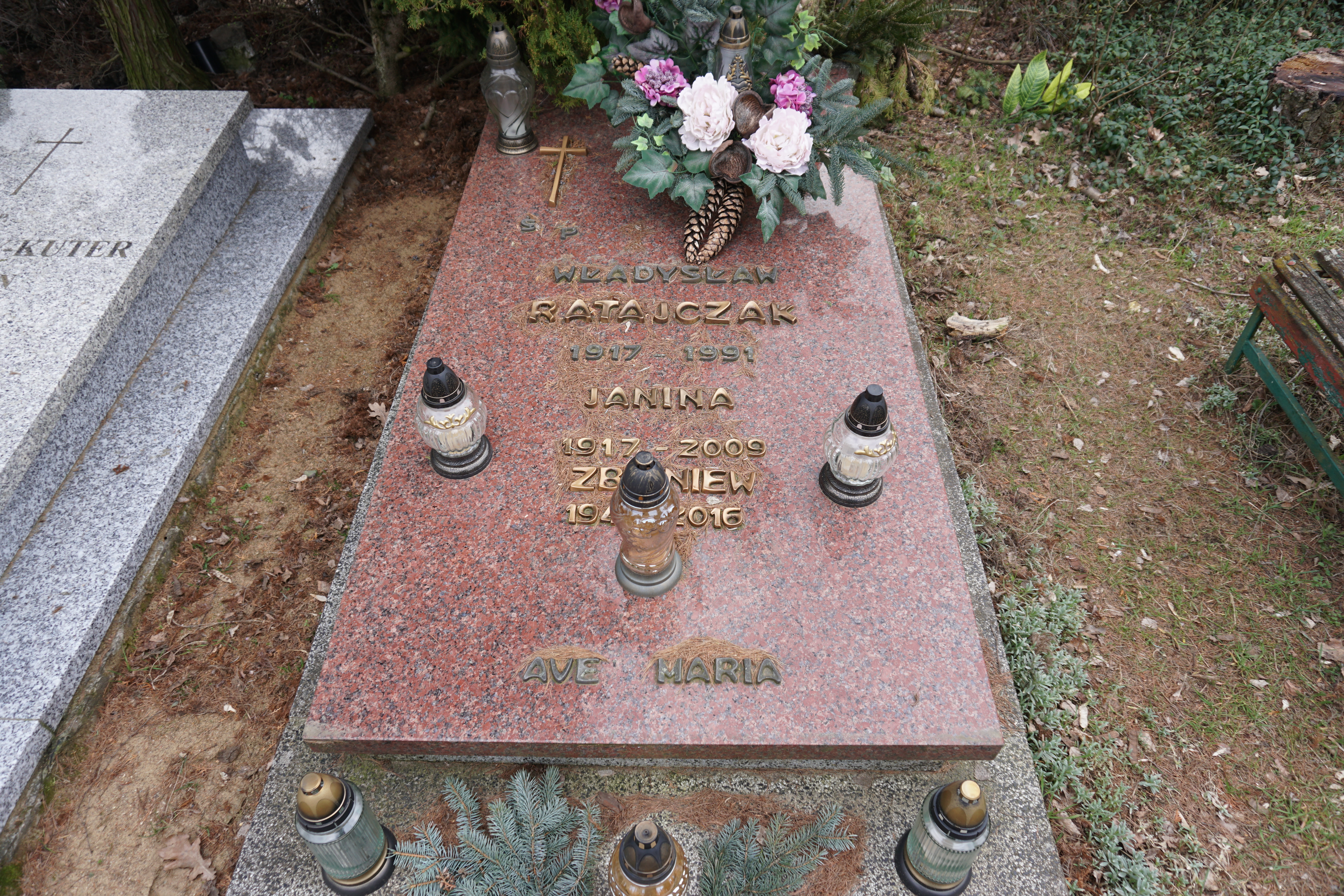
Grób Zbigniewa Ratajczaka na Cmentarzu Junikowskim